# عملیات وینترگویتر
عملیات طوفان زمستانی عملیاتی در طی جنگ جهانی دوم بود که توسط ارتش آلمان نازی و به منظور شکست محاصره نیروهای آلمانی مستقر در استالینگراد صورت گرفت اما ناکام ماند.